# Vajszínű ördögszem
A vajszínű ördögszem (Scabiosa ochroleuca) a loncfélék (Caprifoliaceae) családjába és a mácsonyaformák (Dipsaceae) alcsaládjába tartozó növényfaj. Dél- és Közép-Európa sziklagyepein, száraz rétjein, cserjésein, homok- és löszpusztáin fordul elő. Magyarországon közönséges növény.

## Jellemzése
Felálló, vékony, hengeres, alig vagy nem elágazó szárú, 20–60 cm magas, lágy szárú, évelő növény. Finoman molyhos. Mélyre hatoló gyökerei, erős gyöktörzse, vékony szeletekre redukálódott levelei miatt jól tűri a szárazságot. Alsó szárlevelei és tőlevelei fűrészes szélűek, lándzsa alakúak, a felső szárlevelek vékony szeletekre kétszeresen szárnyasan szeldeltek, amitől úgy tűnik, mintha a száron keskeny, szálas levelek ülnének. Július-szeptember között virágzik. Halványsárga vagy krémszínű virágai a szár csúcsán lapult, 1,5-3,5 cm átmérőjű fejecskevirágzatot alkotnak, ami a fészkesek virágzatára emlékeztet. A szélső virágok mintegy kétszer hosszabbak a belsőknél. A párta ötcimpájú, a csésze sertéi vörösesbarnák, a lándzsás-hegyes murvalevelek nem nyúlnak túl a virágzaton. A magház alsó állású. A megporzást méhek, poszméhek és zengőlegyek, kisebb mértékben egyéb rovarok végzik. Termése hengeres kaszattermés, a szél terjeszti.
Kromoszómaszáma 2n=16.

## Fordítás
- Ez a szócikk részben vagy egészben a Gelbe Skabiose című német Wikipédia-szócikk ezen változatának fordításán alapul.  Az eredeti cikk szerkesztőit annak laptörténete sorolja fel. Ez a jelzés csupán a megfogalmazás eredetét és a szerzői jogokat jelzi, nem szolgál a cikkben szereplő információk forrásmegjelöléseként.